# Пенсакола (горы)
Пенсако́ла (англ. Pensacola Mountains) — группа горных хребтов в западной части Восточной Антарктиде. Являются продолжением Трансантарктических гор в районе, прилегающем к шельфовому леднику Фильхнера.
Горы Пенсакола протягиваются в направлении север — юг на расстояние около 500 км. Максимальная высота достигает 2150 (2045) м. Горы сложены карбонатными и угленосными породами палеозойского и мезозойского возраста. Большая часть гор покрыта ледниковым покровом, над поверхностью которого поднимаются только изолированные вершины (нунатаки) и горные гряды.
Горы были открыты с воздуха 13 января 1956 года американской экспедицией и названы в честь города Пенсакола в штате Флорида.